# 1300
Il 1300 (MCCC in numeri romani) è un anno bisestile del XIII secolo.

## Eventi
- 22 febbraio - Papa Bonifacio VIII con la bolla Antiquorum habet fidem, istituisce il primo Anno Santo.
- 8-15  aprile - Dante colloca in questa settimana il viaggio narrato nella Divina Commedia.
- Bonifacio VIII ordina la ricostruzione della chiesa di San Lorenzo in Formosa
- il numero di abitanti europei si colloca fra i 75 e gli 85 milioni, raggiungendo quindi il massimo grado di sviluppo

## Nati
- 1º aprile - Costanza d'Aragona, principessa († 1327)
- 1º giugno - Tommaso Plantageneto, I conte di Norfolk, nobile britannico († 1338)
- 27 settembre - Adolfo del Palatinato, nobile († 1327)
- 22 dicembre - Khutughtu Khan, imperatore cinese († 1329)
- Pietro Alighieri, magistrato e critico letterario italiano († 1364)
- Giovanni II dei Bonacolsi, religioso italiano
- Pataro Buzzaccarini, nobile, politico e militare italiano († 1361)
- Guy de Chauliac, medico francese († 1368)
- Jacopo Cini, vescovo cattolico e teologo italiano († 1381)
- Heinrich von Herford, storico tedesco († 1370)
- Elisabetta di Holstein-Rendsburg, nobildonna tedesca († 1340)
- Jeanne de Clisson, nobile e pirata francese († 1359)
- Karijotas, nobile lituano († 1358)
- Guillaume de Machaut, poeta e compositore francese († 1377)
- Goffredo Marzano, condottiero italiano
- Michelina da Pesaro, religiosa italiana († 1356)
- Giovanni d'Epiro, conte († 1335)
- Giovanna di Pfirt, duchessa († 1351)
- Jean Pucelle, miniatore francese († 1355)
- Raimond de Salg, patriarca cattolico francese († 1375)
- Gregorio da Rimini, filosofo e teologo italiano († 1358)
- Roberto di Borgogna, conte († 1317)
- Sati Beg, politica mongola († 1345)
- Filippo d'Angiò, nobile francese († 1331)
- Ivan Stefan di Bulgaria, sovrano bulgaro († 1373)
- Teresa di Entenza, nobildonna spagnola († 1327)

## Morti
- 1º gennaio - Giacomo Tomasi Caetani, francescano italiano
- 7 marzo - Munio di Zamora, vescovo cattolico e religioso spagnolo (n. 1237)
- 29 maggio - Tommaso di Ocre, cardinale italiano
- 18 luglio - Gherardo Segarelli, predicatore italiano
- 29 agosto - Guido Cavalcanti, poeta e filosofo italiano
- 24 settembre - Juliana FitzGerald, nobile irlandese
- 6 dicembre - Teodora Rauliana, nobile bizantina
- 6 dicembre - Pietro Pascasio, vescovo cattolico e santo spagnolo (n. 1227)
- 12 dicembre - Bartolo da San Gimignano, religioso italiano (n. 1228)
- Leone Acciaiuoli, politico italiano
- Adenet le Roi, poeta e scrittore francese (n. 1240)
- Bardellone dei Bonacolsi, politico italiano
- Čaka di Bulgaria, sovrano bulgaro
- Casella, compositore e cantore italiano (n. 1250)
- Bartolomeo dei Folcacchieri, politico italiano
- Galasso da Montefeltro, politico e condottiero italiano
- Giovanni I di Norimberga, nobile tedesco
- Roberto di Gloucester, storico britannico (n. 1260)
- Guillaume de Nangis, religioso francese
- Jacob van Maerlant, poeta, scrittore e storico fiammingo (n. 1235)
- Maifreda da Pirovano, religiosa italiana
- Mas'ud Bey, sovrano ottomano (n. 1270)
- Goffredo Montanari, vescovo cattolico italiano
- Tomasina Morosini, regina (n. 1250)
- Rolandino de' Passaggeri, giurista italiano
- Andrea Saramita, teologo italiano
- Bona di Savoia, principessa (n. 1275)
- Trần Hưng Đạo, generale vietnamita (n. 1228)
- Negru Vodă, principe romeno (n. 1269)
- Bartolomeo Zorzi, trovatore e poeta italiano
- Odon de Pins, francese
- Gioacchino III di Bulgaria, arcivescovo ortodosso bulgaro
- Berengaria di Castiglia, principessa spagnola (n. 1253)
- Alberto di Chiavari, religioso italiano (n. 1250)

## Calendario
| Calendario 1300 | Calendario 1300 | Calendario 1300 | Calendario 1300 | Calendario 1300 | Calendario 1300 | Calendario 1300 | Calendario 1300 | Calendario 1300 | Calendario 1300 | Calendario 1300 | Calendario 1300 | Calendario 1300 | Calendario 1300 | Calendario 1300 | Calendario 1300 | Calendario 1300 | Calendario 1300 | Calendario 1300 | Calendario 1300 | Calendario 1300 | Calendario 1300 | Calendario 1300 | Calendario 1300 | Calendario 1300 | Calendario 1300 | Calendario 1300 | Calendario 1300 | Calendario 1300 | Calendario 1300 | Calendario 1300 | Calendario 1300 | Calendario 1300 |
| --------------- | --------------- | --------------- | --------------- | --------------- | --------------- | --------------- | --------------- | --------------- | --------------- | --------------- | --------------- | --------------- | --------------- | --------------- | --------------- | --------------- | --------------- | --------------- | --------------- | --------------- | --------------- | --------------- | --------------- | --------------- | --------------- | --------------- | --------------- | --------------- | --------------- | --------------- | --------------- | --------------- |
|                 | 1               | 2               | 3               | 4               | 5               | 6               | 7               | 8               | 9               | 10              | 11              | 12              | 13              | 14              | 15              | 16              | 17              | 18              | 19              | 20              | 21              | 22              | 23              | 24              | 25              | 26              | 27              | 28              | 29              | 30              | 31              |                 |
| Gennaio         | Ve              | Sa              | Do              | Lu              | Ma              | Me              | Gi              | Ve              | Sa              | Do              | Lu              | Ma              | Me              | Gi              | Ve              | Sa              | Do              | Lu              | Ma              | Me              | Gi              | Ve              | Sa              | Do              | Lu              | Ma              | Me              | Gi              | Ve              | Sa              | Do              |                 |
| Febbraio        | Lu              | Ma              | Me              | Gi              | Ve              | Sa              | Do              | Lu              | Ma              | Me              | Gi              | Ve              | Sa              | Do              | Lu              | Ma              | Me              | Gi              | Ve              | Sa              | Do              | Lu              | Ma              | Me              | Gi              | Ve              | Sa              | Do              | Lu              |                 |                 |                 |
| Marzo           | Ma              | Me              | Gi              | Ve              | Sa              | Do              | Lu              | Ma              | Me              | Gi              | Ve              | Sa              | Do              | Lu              | Ma              | Me              | Gi              | Ve              | Sa              | Do              | Lu              | Ma              | Me              | Gi              | Ve              | Sa              | Do              | Lu              | Ma              | Me              | Gi              |                 |
| Aprile          | Ve              | Sa              | Do              | Lu              | Ma              | Me              | Gi              | Ve              | Sa              | Do              | Lu              | Ma              | Me              | Gi              | Ve              | Sa              | Do              | Lu              | Ma              | Me              | Gi              | Ve              | Sa              | Do              | Lu              | Ma              | Me              | Gi              | Ve              | Sa              |                 |                 |
| Maggio          | Do              | Lu              | Ma              | Me              | Gi              | Ve              | Sa              | Do              | Lu              | Ma              | Me              | Gi              | Ve              | Sa              | Do              | Lu              | Ma              | Me              | Gi              | Ve              | Sa              | Do              | Lu              | Ma              | Me              | Gi              | Ve              | Sa              | Do              | Lu              | Ma              |                 |
| Giugno          | Me              | Gi              | Ve              | Sa              | Do              | Lu              | Ma              | Me              | Gi              | Ve              | Sa              | Do              | Lu              | Ma              | Me              | Gi              | Ve              | Sa              | Do              | Lu              | Ma              | Me              | Gi              | Ve              | Sa              | Do              | Lu              | Ma              | Me              | Gi              |                 |                 |
| Luglio          | Ve              | Sa              | Do              | Lu              | Ma              | Me              | Gi              | Ve              | Sa              | Do              | Lu              | Ma              | Me              | Gi              | Ve              | Sa              | Do              | Lu              | Ma              | Me              | Gi              | Ve              | Sa              | Do              | Lu              | Ma              | Me              | Gi              | Ve              | Sa              | Do              |                 |
| Agosto          | Lu              | Ma              | Me              | Gi              | Ve              | Sa              | Do              | Lu              | Ma              | Me              | Gi              | Ve              | Sa              | Do              | Lu              | Ma              | Me              | Gi              | Ve              | Sa              | Do              | Lu              | Ma              | Me              | Gi              | Ve              | Sa              | Do              | Lu              | Ma              | Me              |                 |
| Settembre       | Gi              | Ve              | Sa              | Do              | Lu              | Ma              | Me              | Gi              | Ve              | Sa              | Do              | Lu              | Ma              | Me              | Gi              | Ve              | Sa              | Do              | Lu              | Ma              | Me              | Gi              | Ve              | Sa              | Do              | Lu              | Ma              | Me              | Gi              | Ve              |                 |                 |
| Ottobre         | Sa              | Do              | Lu              | Ma              | Me              | Gi              | Ve              | Sa              | Do              | Lu              | Ma              | Me              | Gi              | Ve              | Sa              | Do              | Lu              | Ma              | Me              | Gi              | Ve              | Sa              | Do              | Lu              | Ma              | Me              | Gi              | Ve              | Sa              | Do              | Lu              |                 |
| Novembre        | Ma              | Me              | Gi              | Ve              | Sa              | Do              | Lu              | Ma              | Me              | Gi              | Ve              | Sa              | Do              | Lu              | Ma              | Me              | Gi              | Ve              | Sa              | Do              | Lu              | Ma              | Me              | Gi              | Ve              | Sa              | Do              | Lu              | Ma              | Me              |                 |                 |
| Dicembre        | Gi              | Ve              | Sa              | Do              | Lu              | Ma              | Me              | Gi              | Ve              | Sa              | Do              | Lu              | Ma              | Me              | Gi              | Ve              | Sa              | Do              | Lu              | Ma              | Me              | Gi              | Ve              | Sa              | Do              | Lu              | Ma              | Me              | Gi              | Ve              | Sa              |                 |